# Reto Lampart
Reto Lampart (* 3. Oktober 1968 in Urnäsch) ist ein Schweizer Koch.

## Werdegang
Nach der Ausbildung zum Koch machte er eine Zusatzlehre zum Confiseur und war Pâtissier für verschiedene Küchenchefs in der Schweiz.
Dann wurde er Chefkoch im Restaurant Adler in Nebikon.
1993 wurde Lampart Küchenchef im Restaurant Taggenberg in Winterthur.
Im Jahr 2000 eröffneten Reto und Anni Lampart das Restaurant Lampart’s, das sich in einer Remise von 1840 befindet, die im englischen Landhausstil renoviert wurde. Von 2004 bis 2019 wurde das Restaurant mit zwei Michelinsternen ausgezeichnet. Im April 2019 kündigten sie an, das Restaurant Ende 2019 zu schliessen.
2020 zogen sie nach Morissen, wo sie das Lampart’s Val Lumnezia als "Guesthouse & Country Club" führen.

## Auszeichnungen
- Seit 2004: zwei Sterne im Guide Michelin 2005